# La ville gronde
Pour plus de détails, voir Fiche technique et Distribution.
La ville gronde (titre original : They Won't Forget) est un film américain réalisé par Mervyn LeRoy, sorti en 1937.

## Synopsis
Dans une petite ville sudiste des États-Unis, le jour du Confederate Memorial Day, une jeune fille, Mary Clay, est assassinée. Le procureur Andrew J. Griffin, ambitieux, compte trouver rapidement le coupable, quitte à accuser un innocent. Deux hommes, travaillant à l'école où étudiait Mary, sont soupçonnés : Tump Redwine, le concierge noir, puis Robert Hale, professeur, étranger venu du Nord...

## Fiche technique
- Titre : La ville gronde
- Titre original : They Won't Forget
- Réalisation : Mervyn LeRoy,
- Scénario : Robert Rossen et Aben Kandel d'après une histoire de Ward Greene
- Production : Mervyn LeRoy et Jack Warner pour la Warner Bros. Pictures
- Photographie : Arthur Edeson
- Musique : Adolph Deutsch
- Décors : Robert Haas
- Costumes : Miss MacKenzie
- Montage : Thomas Richards
- Pays d'origine : États-Unis
- Format : Noir et blanc
- Genre : Drame social
- Durée : 95 minutes
- Date de sortie : 1937

## Distribution
- Claude Rains : Procureur de district Andrew J. Griffin
- Gloria Dickson : Sybil Hale
- Edward Norris : Robert Perry Hale
- Otto Kruger : Michael Gleason
- Allyn Joslyn : William A. 'Bill' Brock
- Lana Turner : Mary Clay
- Linda Perry : Imogene Mayfield
- Elisha Cook Jr. : Joe Turner
- Cy Kendall : Détective Laneart
- Granville Bates : Détective Pindar
- Elisabeth Risdon : Mme Hale
- Harry Beresford, Harry Davenport, Edward McWade : vétérans confédérés
- Paul Everton : le gouverneur Thomas Mountford
- Ann Shoemaker : Mme Mountford
- E. Alyn Warren : Carlisle P. Buxton
- Leonard Mudie : Juge Moore
- Clinton Rosemond : Tump Redwine
- Clifford Soubier : Jim Timberlake
- Donald Briggs : Harmon Drake
- Sibyl Harris : Mme Clay mère
- Trevor Bardette : Shattuck Clay
- Elliott Sullivan : Luther Clay
- Wilmer Hines : Ransom Scott Clay
- Eddie Acuff : Fred
- Frank Faylen : Bill Price
- Ronald Reagan : un homme dans la foule (non crédité)

## À noter
- La ville gronde marque l'apparition de Lana Turner, dans son premier rôle au cinéma (si l'on excepte de la figuration, cette même année 1937, dans Une étoile est née de William A. Wellman).